# Passeport singapourien
Le passeport singapourien (en malais : pasport Singapura ; en anglais : Singapore passport ; en chinois : 新加坡护照
新加坡護照 ; en tamoul : சிங்கப்பூர் கடவுச்சீட்டு) est un document de voyage international délivré aux ressortissants singapouriens, et qui peut aussi servir de preuve de la citoyenneté singapourienne.

## Histoire
La première version du passeport moderne de Singapour a été introduite le 20 juin 1966, remplaçant le passeport provisoire de Singapour émis à partir du 17 août 1965. Entre 1963 et 1965, des passeports malaisiens ont été délivrés aux résidents de Singapour lorsque celle-ci faisait partie de la Malaisie, et des passeports britanniques CUKC ont été délivrés avant 1963. Les Straits Settlements, dont Singapour a été la capitale de 1832 à 1946, ont également délivré leurs propres passeports avant la Seconde Guerre mondiale.

### Passeport restreint de Singapour (couverture bleue)
Entre 1967 et 1999, Singapour a également émis un passeport à usage restreint avec une couverture bleue, principalement pour les voyages en Malaisie occidentale. Le passeport restreint a été conçu en raison du fait que de nombreux Singapouriens se rendaient régulièrement en Malaisie occidentale pour des raisons professionnelles ou de loisirs. Le passeport à usage restreint a cessé d'être délivré après 1999 en raison d'un manque de demande et le passeport rouge de Singapour a été considéré comme le seul document de voyage valable pour les voyages à l'étranger des citoyens singapouriens à partir du 1er janvier 2000.

## Validité
Le passeport singapourien est valable pour une période de cinq ans pour les passeports délivrés depuis le 1er avril 2005 et de dix ans pour les passeports délivrés avant cette date. Avant la délivrance des passeports biométriques le 15 août 2006, les passeports des citoyens masculins âgés de 11 à 18 ans n'étaient valables que deux ans et devaient être renouvelés ou remplacés tous les deux ans. Les passeports biométriques ne peuvent pas être modifiés en raison de la politique d'"écriture unique" de l'OACI. Un nouveau passeport est valable pour une période totale de cinq ans. Pour le renouvellement d'un passeport dont la validité est de neuf mois ou moins, le nouveau passeport aura une validité de cinq ans plus la validité restante de l'ancien passeport. Cependant, si un passeport est renouvelé avec une validité de plus de neuf mois, il sera valide pendant cinq ans et neuf mois. Pour voyager à l'étranger, un passeport doit être valide pendant au moins six mois.
Les nouveaux passeports émis à partir du 1er octobre 2021 pour les personnes âgées de 16 ans ou plus auront à nouveau une validité de 10 ans, le gouvernement invoquant une confiance accrue dans la sécurité des passeports biométriques.

## Aspect physique

### Couverture avant
Les passeports singapouriens sont de couleur rouge vif, avec les mots  "REPUBLIC OF SINGAPORE" inscrits en haut de la couverture avant, et les armoiries de Singapour emblématisées au centre de la couverture avant. La devise et le titre de l'hymne national de Singapour, Majulah Singapura, sont inscrits sur le rouleau du blason, tandis que le mot "PASSPORT" est inscrit en dessous. Le symbole du passeport biométrique EPassport apparaît au bas de la couverture, sous le mot "PASSPORT".

### Note du passeport
Le passeport contient une note du Président de Singapour s'adressant aux autorités de tous les territoires :
The President of the Republic of Singapore requests all authorities to allow the Singapore citizen named in this passport to pass without delay or hindrance and, if necessary, to give all assistance and protection.

### Page d'information
Les passeports singapouriens comportent les données suivantes sur la page d'information en plastique :
- (à gauche) Photo du titulaire du passeport (Largeur: 35mm, Taille: 45mm; Hauteur de la tête (jusqu'au sommet des cheveux): 74%; Distance du sommet de la photo jusqu'au sommet des cheveux: 4mm)
- Type (PA - passeport biométrique)
- Code de l'État de délivrance (SGP)
- Numéro du passeport
- Noms
- Sexe (Gender)
- Nationalité (citoyen de Singapour)
- Date de naissance
- Lieu de naissance
- Date de délivrance
- Date d'expiration
- Modifications
- Autorité
- Numéro d'identification national

La page d'information se termine par la zone de lecture automatique.

### Puce biométrique
La puce intégrée stocke la photographie numérisée du propriétaire, son nom, son sexe, sa date de naissance, sa nationalité, le numéro de son passeport et la date d'expiration de celui-ci. Ce sont les mêmes informations qui figurent sur la page d'information imprimée de chaque passeport. La technologie de reconnaissance faciale a été introduite avec le lancement du passeport électronique pour améliorer la vérification de l'identité et réduire la fraude liée à l'identité. L'imagerie de l'iris a ensuite été ajoutée pour compléter l'empreinte biométrique.

## Liste des pays sans visa ou visa à l'arrivée
En janvier 2024, les citoyens singapouriens peuvent entrer sans visa préalable (soit absence de visa, soit visa délivré lors de l'arrivée sur le territoire) dans 194 pays et territoires pour des voyages d'affaires ou touristiques de courte durée. Selon l'étude de Henley & Partners, le passeport singapourien est le plus puissant du monde (à égalité avec les passeports allemand, espagnol, français, italien et japonais) en termes de liberté de voyages internationaux.

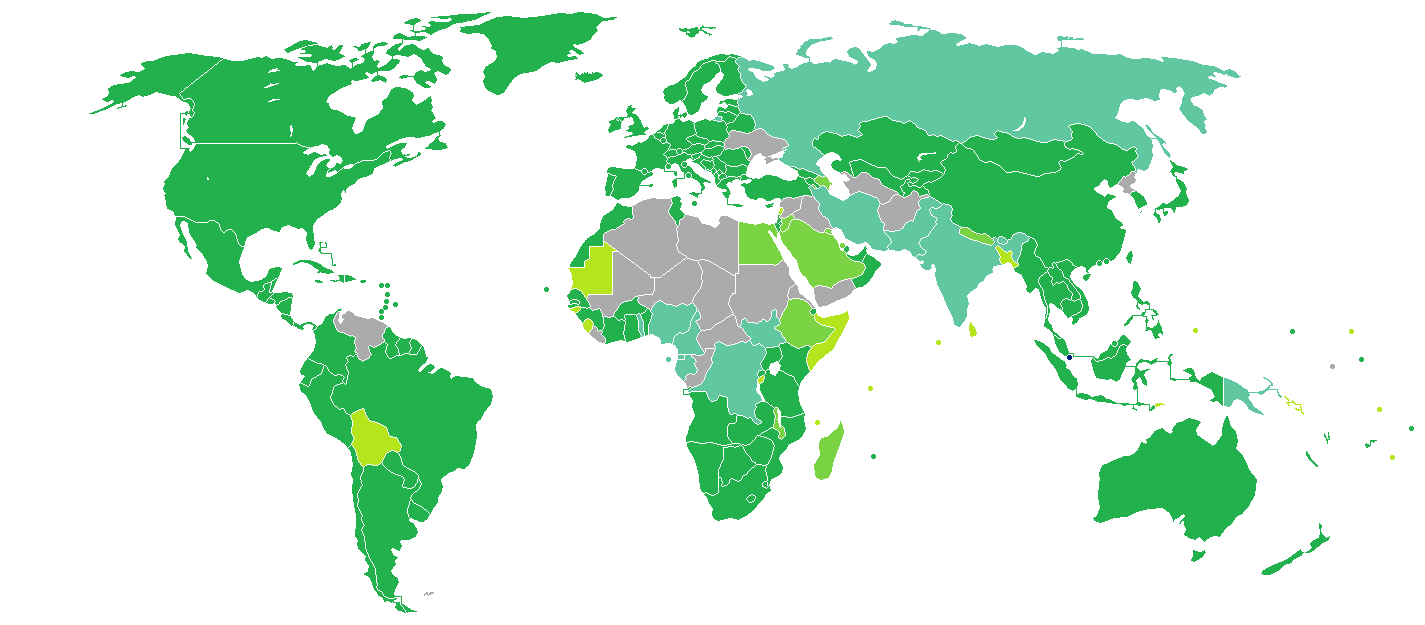
Singapour
Visa non nécessaire
Visa à l'arrivée
Système de visa électronique
Visa électronique ou à l'arrivée
Visa requis avant l'arrivée